# Europees kampioenschap waterpolo vrouwen 2003
Het 10de Europees kampioenschap waterpolo voor vrouwen vond plaats van 7 juni tot 14 juni 2003 in Ljubljana, Slovenië. Acht landenteams namen deel aan het toernooi.

## Voorronde

### Groep A
| Datum  | Land        | Land        | Uitslag |
| ------ | ----------- | ----------- | ------- |
| 7 juni | Rusland     | Duitsland   | 11-9    |
| 7 juni | Italië      | Griekenland | 7-5     |
| 8 juni | Griekenland | Duitsland   | 7-4     |
| 8 juni | Italië      | Rusland     | 14-10   |
| 9 juni | Rusland     | Griekenland | 9-4     |
| 9 juni | Duitsland   | Italië      | 9-12    |

| Groep A |             |             |             |             |             |            |            |            |        |
| #       | Land        | Wedstrijden | Wedstrijden | Wedstrijden | Wedstrijden | Doelpunten | Doelpunten | Doelpunten | Punten |
| #       | Land        | G           | W           | G           | V           | V          | T          | Saldo      | Punten |
| 1       | Italië      | 3           | 3           | 0           | 0           | 33         | 24         | 9          | 6      |
| 2       | Rusland     | 3           | 2           | 0           | 1           | 30         | 27         | 3          | 4      |
| 3       | Griekenland | 3           | 1           | 0           | 2           | 16         | 20         | -4         | 2      |
| 4       | Duitsland   | 3           | 0           | 0           | 3           | 22         | 30         | -8         | 0      |

### Groep B
| Datum  | Land      | Land      | Uitslag |
| ------ | --------- | --------- | ------- |
| 7 juni | Hongarije | Nederland | 10-9    |
| 7 juni | Spanje    | Slovenië  | 22-1    |
| 8 juni | Hongarije | Slovenië  | 27-1    |
| 8 juni | Spanje    | Nederland | 6-10    |
| 9 juni | Hongarije | Spanje    | 8-4     |
| 9 juni | Nederland | Slovenië  | 24-1    |

| Groep A |           |             |             |             |             |            |            |            |        |
| #       | Land      | Wedstrijden | Wedstrijden | Wedstrijden | Wedstrijden | Doelpunten | Doelpunten | Doelpunten | Punten |
| #       | Land      | G           | W           | G           | V           | V          | T          | Saldo      | Punten |
| 1       | Hongarije | 3           | 3           | 0           | 0           | 45         | 14         | 31         | 9      |
| 2       | Nederland | 3           | 2           | 0           | 1           | 43         | 17         | 26         | 6      |
| 3       | Spanje    | 3           | 1           | 0           | 2           | 32         | 19         | 13         | 3      |
| 4       | Slovenië  | 3           | 0           | 0           | 3           | 3          | 73         | -70        | 0      |

## Kwartfinales
| Datum   | Land      | Land        | Uitslag |
| ------- | --------- | ----------- | ------- |
| 10 juni | Rusland   | Spanje      | 12-10   |
| 10 juni | Nederland | Griekenland | 6-5     |

## Halve finales
| Datum   | Land      | Land      | Uitslag |
| ------- | --------- | --------- | ------- |
| 12 juni | Italië    | Nederland | 7-5     |
| 12 juni | Hongarije | Rusland   | 7-6     |

## Plaatsingsronde

### 7e/8e plaats
| Datum   | Land     | Land      | Uitslag |
| ------- | -------- | --------- | ------- |
| 10 juni | Slovenië | Duitsland | 1-21    |

### 5e/6e plaats
| Datum   | Land   | Land        | Uitslag |
| ------- | ------ | ----------- | ------- |
| 12 juni | Spanje | Griekenland | 5-6     |

## Troostfinale
| Datum   | Land      | Land    | Uitslag |
| ------- | --------- | ------- | ------- |
| 14 juni | Nederland | Rusland | 6-7     |

## Finale
| Datum   | Land   | Land      | Uitslag | Periode           |
| ------- | ------ | --------- | ------- | ----------------- |
| 14 juni | Italië | Hongarije | 6-5     | (1-2,0-0,1-0,4-3) |

## Eindrangschikking
| Goud   | Italië      |
| Zilver | Hongarije   |
| Brons  | Rusland     |
| 4      | Nederland   |
| 5      | Griekenland |
| 6      | Spanje      |
| 7      | Duitsland   |
| 8      | Slovenië    |

| Europees kampioen 2003 · Italië · 4e titel Selectie: Carmela Allucci, Alexandra Araujo, Silvia Bosurgi, Francesca Conti, Melania Grego, Erika Lava, Daniela Lavorini, Giusi Malato, Tania di Mario, Martina Miceli, Maddalena Musumeci, Cinzia Ragusa, Gabriella Sciolti, Noémi Tóth en Manuela Zanchi. · Bondscoach: Pierluigi Formiconi. |

Europees kampioenschap waterpolo mannen

1926 · 
1927 · 
1931 · 
1934 · 
1938 · 
1947 · 
1950 · 
1954 · 
1958 · 
1962 · 
1966 · 
1970 · 
1974 · 
1977 · 
1981 · 
1983 · 
1985 · 
1987 · 
1989 · 
1991 · 
1993 · 
1995 · 
1997 · 
1999 · 
2001 · 
2003 · 
2006 · 
2008 · 
2010 · 
2012 · 
2014 · 
2016 · 
2018 · 
2020 · 
2022 · 
2024
Europees kampioenschap waterpolo vrouwen

1985 · 
1987 · 
1989 · 
1991 · 
1993 · 
1995 · 
1997 · 
1999 · 
2001 · 
2003 · 
2006 · 
2008 · 
2010 · 
2012 · 
2014 · 
2016 · 
2018 · 
2020 · 
2022 · 
2024